# Hystrix
A Hystrix az emlősök (Mammalia) osztályának rágcsálók (Rodentia) rendjébe, ezen belül a gyalogsülfélék (Hystricidae) családjába és a valódi sülök (Hystricinae) alcsaládjába tartozó nem.
A valódi sülök egyetlen neme.

## Rendszerezés
A nembe az alábbi 3 alnem és 8 faj tartozik:
- Acanthion Cuvier, 1823 - alnem, 2 faj
  - szőrösorrú sül (Hystrix brachyura) Linnaeus, 1758
  - jávai sül (Hystrix javanica) F. Cuvier, 1823
- Hystrix Linnaeus, 1758 - alnem, 3 faj
  - dél-afrikai sül (Hystrix africaeaustralis) Peters, 1852
  - tarajos sül (Hystrix cristata) Linnaeus, 1758 - típusfaj
  - indiai sül (Hystrix indica) Kerr, 1792
- Thecurus Lyon, 1907 - alnem, 3 faj
  - vastagtüskéjű sül (Hystrix crassispinis) Günther, 1877
  - Fülöp-szigeteki sül (Hystrix pumila) Günther, 1879
  - szumátrai sül (Hystrix sumatrae) Lyon, 1907